# Mahmić Selo
Mahmić Selo är ett samhälle i Bosnien och Hercegovina.   Det ligger i entiteten Federationen Bosnien och Hercegovina, i den nordvästra delen av landet, 220 km nordväst om huvudstaden Sarajevo. Mahmić Selo ligger 346 meter över havet och antalet invånare är 1 670.
Terrängen runt Mahmić Selo är kuperad åt nordost, men åt sydväst är den platt.Runt Mahmić Selo är det ganska tätbefolkat, med 93 invånare per kvadratkilometer.. Närmaste större samhälle är Stijena, 6,7 km söder om Mahmić Selo. 
Omgivningarna runt Mahmić Selo är en mosaik av jordbruksmark och naturlig växtlighet.